# Toranaga
Toranaga UK (anciennement Toranaga) est un groupe britannique de heavy metal, originaire de Bradford, Yorkshire de l'Ouest, en Angleterre.

## Histoire
Le groupe est formé en 1985. En mars 1988, la formation était complète et comprenait le guitariste Andy Mitchell, le batteur Steve Todd, le bassiste Andy Burton et le chanteur Mark Duffy. Ce dernier répond à une annonce publicitaire dans le magazine Kerrang! et rejoint le groupe. Le groupe avait également déjà signé un contrat avec Peaceville Records. Le premier album Bastard Ballads sort la même année sous ce label. Il est produit par Kevin Ridley.
La sortie de l'album est suivie de quelques concerts, notamment au BBC Radio 1 Rock Show. Toranaga y enregistre une session pour le Friday Rock Show de Tommy Vance. Cela augmente la notoriété du groupe, ce qui leur permet d'obtenir un contrat avec Chrysalis Records en septembre 1989. Le groupe sort son deuxième album, God's Gift, en 1990, et la première chanson de l'album, The Shrine, est accompagnée d'un clip vidéo. La sortie de l'album est suivie d'une tournée en Europe.
En 1991, Toranaga se sépare de Chrysalis Records. Mark Duffy et Andy Burton quittent le groupe au début de l'année 1992. Durant les années 1990, le groupe donne des concerts en changeant de chanteur et de bassiste. Le chanteur Mark Duffy réintègre le groupe en 2001 et écrit quelques chansons avec Andy Mitchell, Steve Todd et le bassiste Sean Dooley. Ils enregistrent ensuite quelques démos ensemble. Fin 2001, Steve Todd quitte le groupe. En septembre 2004, Toranaga enregistre un autre album. Cependant, seules sept chansons incomplètes ont été enregistrées. La recherche d'un batteur n'aboutit pas non. Andy Mitchell quitte le groupe en juin 2006 pour émigrer en Australie. Cela conduit à la séparation du groupe, et au fait que le troisième album enregistré ne devait pas être publié.
Le groupe se reforme en 2010, et publie un nouvel album Righteous Retribution, en 2013. En 2024, après une pause, le groupe revient avec un line-up solide, et décide de changer de nom pour Toranaga UK.

## Style musical
Sur leur profil Myspace, le groupe cite Black Sabbath, Dio, Iron Maiden et AC/DC comme ses principales influences. Le groupe joue du thrash metal classique, à vitesse moyenne. Le groupe est comparé à d'autres groupes comme Overkill et Holy Terror.

## Discographie
- 1988 : Bastard Ballads (album, Peaceville Records)
- 1990 : God’s Gift (album, Chrysalis Records)
- 1990 : Psychotic / The Shrine (single, Rock Hard Magazin)[4]
- 2011 : Cynical Eyes (EP)
- 2013 : Righteous Retribution (album)